# Jean François Graindorge
Jean François Graindorge (* 1. Juli 1770 in Saint-Pois, Département Manche; † 1. Oktober 1810 in Carquejo, Portugal) war ein französischer General.

## Leben
Jean François Graindorge trat in der Periode nach dem Ausbruch der Französischen Revolution am 20. September 1791 als Leutnant in das erste Freiwilligen-Bataillon von Orne ein und machte dann die Feldzüge der Nordarmee in den Jahren 1792 und 1793 mit. Bei einem Gefecht bei Grisoëlle in der Nähe von Maubeuge (11. Juni 1792) wurde er durch einen Schuss am rechten Schenkel verwundet. In der Schlacht bei Hondschoote (8. September 1793) wurde er bei der Erstürmung einer Schanze ebenfalls von einer Kugel getroffen. Am 9. September 1793 zeigte er vor Bergues bei der Erstürmung der Schanzen, welche die Zugänge zu diesem Platz verteidigten, große Umsicht und Beharrlichkeit, indem er auf dem schwierigen und fast eine viertel Meile weit unter Wasser gesetzten Boden an der Spitze seiner Mannschaft vordrang. Zahlreiche sich tapfer verteidigende Engländer wurden dabei getötet oder gefangen genommen und das gesamte Geschütz fiel in die Hände der Franzosen. Am Ende des Gefechts und beim Eindringen in die Stadt erhielt Graindorge wieder einen Treffer durch eine Kugel.
Als Hauptmann zur Sambre- und Maas-Armee versetzt, eilte Graindorge in allen Gefechten seinen Soldaten voraus und trug fast immer Wunden davon. Während der Blockade von Charleroi erhielt er im Juni 1794 während eines Kampfs drei Säbelhiebe im Kopfbereich und einen weiteren, der seinen linken Arm traf. Insbesondere zeichnete er sich beim Rhein-Übergang bei Neuwied (2. Juli 1796), wo er zuerst in die feindlichen Verschanzungen eindrang, so sehr aus, dass ihn der kommandierende General Lazare Hoche auf dem Schlachtfeld zum Bataillons-Chef ernannte. In dieser Eigenschaft ging er zur helvetischen Armee über, bei der er während der Feldzüge der Jahre 1797–98 blieb. Er wurde nach Graubünden beordert und leistete am 27. Juli 1799 mit fünf Kompanien bei Davos in den vom Fluss Landquart durchströmten Schluchten vier anstürmenden österreichischen Regimentern nicht nur elf Stunden lang Widerstand, sondern zwang sie endlich sogar, sich mit größeren Verlusten zurückzuziehen. Auch konnte er 150 gegnerische Soldaten gefangen nehmen. Vom kommandierenden General André Masséna, der Zeuge dieser Waffentat war, wurde er auf dem Schlachtfeld zum Brigadechef ernannt. Während des Waffenstillstandes kam er zur Rheinarmee. Am 25. September 1799 führte er deren Vorhut im Verlauf der Schlacht um Zürich beim Übergang über die Limmat und nahm bei dieser Gelegenheit den Russen mehrere Geschütze und Fahnen ab.
Ab 1800 leistete Graindorge in Aachen, wo er garnisoniert war, sowie anschließend ab 1803 im Lager bei Saint-Omer bedeutende Dienste. Nachdem er am 11. Dezember 1803 zum Mitglied sowie am 14. Juni 1804 zum Offizier der Ehrenlegion ernannt und am 1. Februar 1805 zum Brigadegeneral vorgerückt war, erschien er erst wieder während der Kriege gegen Österreich und Preußen an der Front. Während der letzten Monate des Jahres 1805 befehligte er eine Brigade der 2. Division des von Marschall Jean Lannes kommandierten 5. Korps der Grande Armée und kämpfte am 11. November 1805 bei Dürnstein mit, geriet hier aber in Gefangenschaft. Nach seiner Freilassung nahm er am 10. Oktober 1806 am Gefecht bei Saalfeld teil. In der Schlacht bei Jena und Auerstedt (14. Oktober 1806) wurde er verwundet, focht aber wieder am 26. Dezember 1806 bei Pułtusk mit. Im folgenden Jahr attackierte er am 16. Februar auf Order des Oberbefehlshabers, General Savary, eine russische Division bei Ostrolenka, schlug sie und brachte ihr bedeutende Verluste an Soldaten und Geschützen bei.
Im Oktober 1807 kam Graindorge zum 1. Beobachtungskorps der Gironde. Anfang 1808 wurde er zur Armee der Iberischen Halbinsel versetzt und fungierte ab März 1808 mehrere Monate lang als Kommandant von Setubal. Auch wurde er 1809 zum Reichsbaron erhoben und zum Kommandeur der Ehrenlegion ernannt. Er nahm an den meisten Kämpfen in Spanien und Portugal teil und erhielt im Gefecht beim Kloster Buçaco in Portugal (27. Oktober 1810) durch britisches Artilleriefeuer mehrere gefährliche Wunden, an denen er am folgenden 1. Oktober im Alter von 40 Jahren starb. Eine Inschrift seines Namens wurde auf der westlichen Seite des Arc de Triomphe in Paris angebracht.